# Glenea subochracea
Glenea subochracea é uma espécie de escaravelho da família Cerambycidae. Foi descrita por Stephan von Breuning em 1958.  É conhecida a sua existência na Indonésia.